# George Voskovec
George Voskovec (født 19. juni 1905 - død 1. juli 1981) var en tjekkisk-amerikansk skuespiller.
Han var kendt som nævning nummer 11 i 12 vrede mænd fra 1957, kammerat Karden i Spionen der kom ind fra kulden fra 1965, og som Peter Hurkos i Boston kvæleren fra 1968.

## Eksterne links
- Wikimedia Commons har flere filer relateret til George Voskovec
- Jiří Voskovec på Internet Movie Database (engelsk)
- Jiří Voskovec på Svensk Filmdatabas (svensk)
- Jiří Voskovec på AlloCiné (fransk)
- Jiří Voskovec på AllMovie (engelsk)
- Jiří Voskovec på Turner Classic Movies (engelsk)
- Jiří Voskovec på Rotten Tomatoes (engelsk)
- Jiří Voskovec på TV Guide (engelsk)
- Jiří Voskovec på The Movie Database (engelsk)
- Jiří Voskovec på Internet Broadway Database (engelsk)

1. ↑  Navnet er anført på svensk og stammer fra Wikidata hvor navnet endnu ikke findes på dansk.